# Nils Ahlberg
Nils Erland Bertil Ahlberg, född den 6 augusti 1905 i Halmstad, död den 11 juni 1990 i Västerås, var en svensk ämbetsman.
Ahlberg avlade studentexamen 1924 och juris kandidatexamen vid Lunds universitet 1931. Han genomförde tingstjänstgöring 1931–1934. Ahlberg blev biträdande jurist vid länsstyrelsen i Östergötlands län 1935, länsbokhållare i Gävleborgs län 1942, länsassessor i Västmanlands län 1946 och taxeringsintendent i Gävleborgs län 1949. Han var landskamrerare i Jämtlands län 1956–1962 och i Västmanlands län 1962–1971. Ahlberg blev riddare av Nordstjärneorden 1955 och kommendör av samma orden 1962. Han vilar på Lillhärads kyrkogård.